# Nantou
Nantou (chinesisch 南投市, Pinyin Nántóu Shì, W.-G. Nan-t'ou Shih, Pe̍h-ōe-jī Lâm-tâu-chhī) ist eine Stadt in der Republik China auf Taiwan. Sie ist Hauptstadt des Landkreises Nantou in Zentraltaiwan.

## Lage und Bevölkerung
Nantou liegt im Westen des Landkreises an der Grenze zum Landkreis Changhua. Das Stadtgebiet bildet angenähert ein Quadrat der Kantenlänge 8 bis 9 Kilometer. Die Stadt liegt am westlichen linken Ufer des Maoluo-Flusses, dessen Tal durch die Bagua-Hügelkette von der Küstenebene im Westen getrennt ist. Östlich von Nantou erhebt sich das zentrale Bergland Taiwans. Die Stadt liegt an der Autobahn 3, die eine Verbindung zu den Metropolen West- und Nordtaiwans herstellt. Nantou hat keinen Eisenbahnanschluss. Die durchschnittliche Höhe über dem Meeresspiegel beträgt etwa 200 Meter. Im Osten grenzt Nantou an die Gemeinde Zhongliao, im Norden an Caotun, im Süden an Mingjian und im Westen an die Gemeinden Shetou, Yuanlin und Fenyuan (letztere drei im benachbarten Landkreis Changhua).
Nantou ist mit knapp 100.000 Einwohnern (2024) die mit Abstand größte Stadt des gleichnamigen Landkreises.

## Geschichte
Die Region um Nantou wurde im 17. Jahrhundert von chinesischen Einwanderern besiedelt. 1759 wurde in der Stadt ein Yamen eingerichtet. Unter der japanischen Herrschaft über die Insel (1895–1945) gehörte Nantou ab 1920 zur Präfektur Taichū (Taichung). Auch unter der Republik China gehörte Nantou ab 1945 zum Landkreis Taichung, bis 1950 der Landkreis Nantou davon abgetrennt und die gleichnamige Stadt zu seiner Hauptstadt bestimmt wurde.
Auf dem Gebiet der Stadt entstand der planmäßig angelegte Ort Zhongxing, der am 1. Juli 1957 Regierungssitz der Provinz Taiwan wurde. 1981 wurde Nantou, das bis dahin den Status einer Stadtgemeinde (鎮,  Zhèn) hatte, zur Stadt (市,  Shì) heraufgestuft.
Beim Erdbeben vom 21. September 1999 kamen in Nantou 92 Menschen ums Leben und über 1000 Gebäude wurden beschädigt.

## Administrative Einteilung
Nantou ist in folgende 5 Stadtquartiere eingeteilt, die weiter in 34 Stadtteile (里, Li) unterteilt sind:

Nangang (南崗), 4 Stadtteile

Zhōngxìng (中興新村), 8 Stadtteile

Jūngōng liáo (軍功寮), 2 Stadtteile

Nantou (南投), 16 Stadtteile

Bāguà táidi (八卦台地), 4 Stadtteile

## Wirtschaft

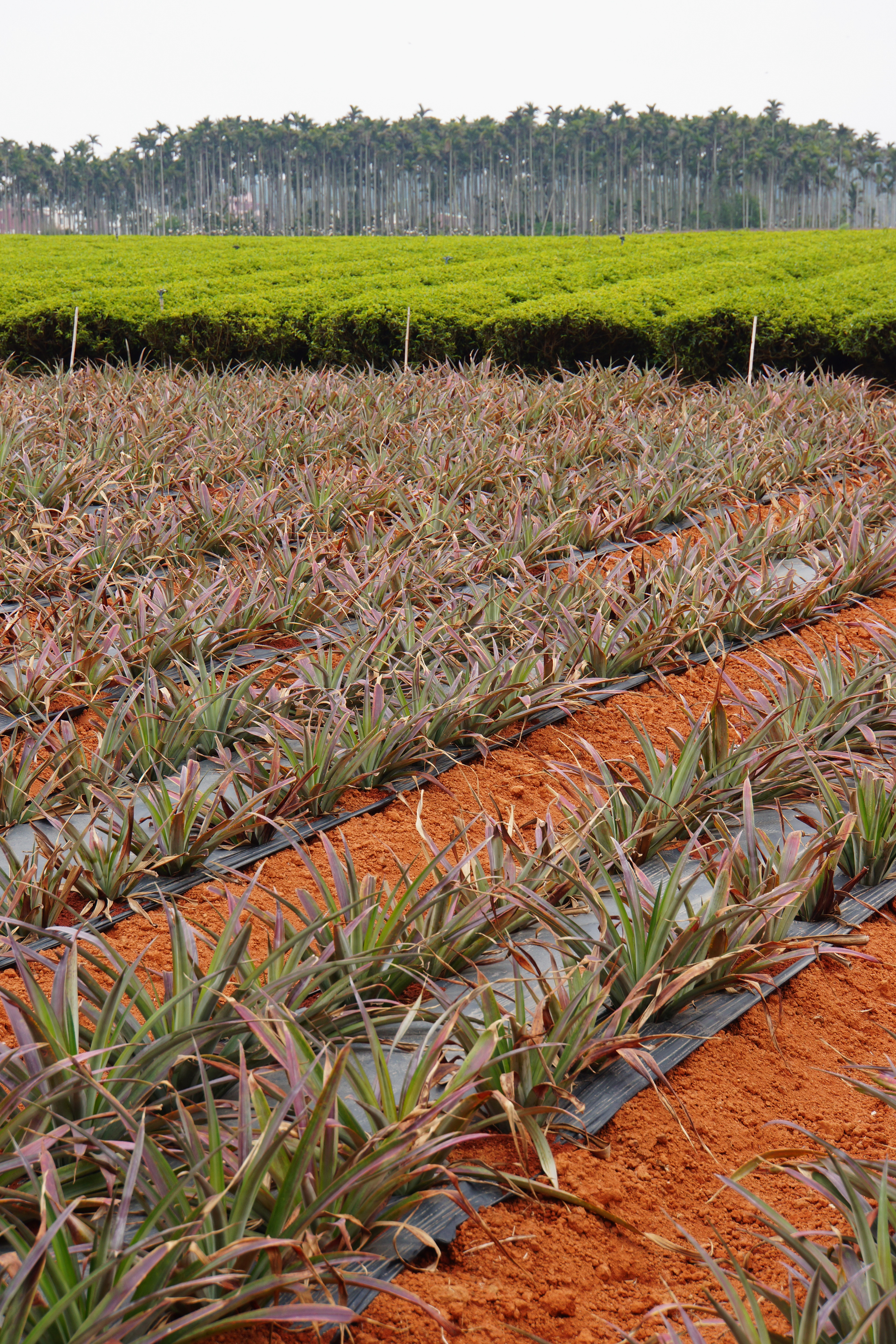
Ananasfeld an der Grenze zum benachbarten Landkreis Changhua

Die Umgebung Nantous verfügt über fruchtbare Böden. Landwirtschaftliche Produkte aus dem Umland der Stadt sind (mit Erntezeiten) Reis, Grüner Tee, Ingwer (September bis April), Schwammkürbis (April bis Juli), Tomaten (November bis März), Kürbisse, Papaya (Mai bis Juli), Ananas (April bis Juli), Wendan (文旦)-Pampelmuse (August bis September), Longan (Juli bis August) und Litschi (Juni bis Juli).

## Bildungseinrichtungen
In Nantou befindet sich der Zentral-Campus des Forschungsinstituts für Industrietechnologie (ITRI), mit Hauptsitz in Hsinchu. Der Campus wurde am 15. September 2014 eröffnet.

## Persönlichkeiten
- Lin Chi-liang (* 1959), Skirennläufer

## Sonstiges
Partnerstadt Nantous ist West Valley City in Utah, USA.

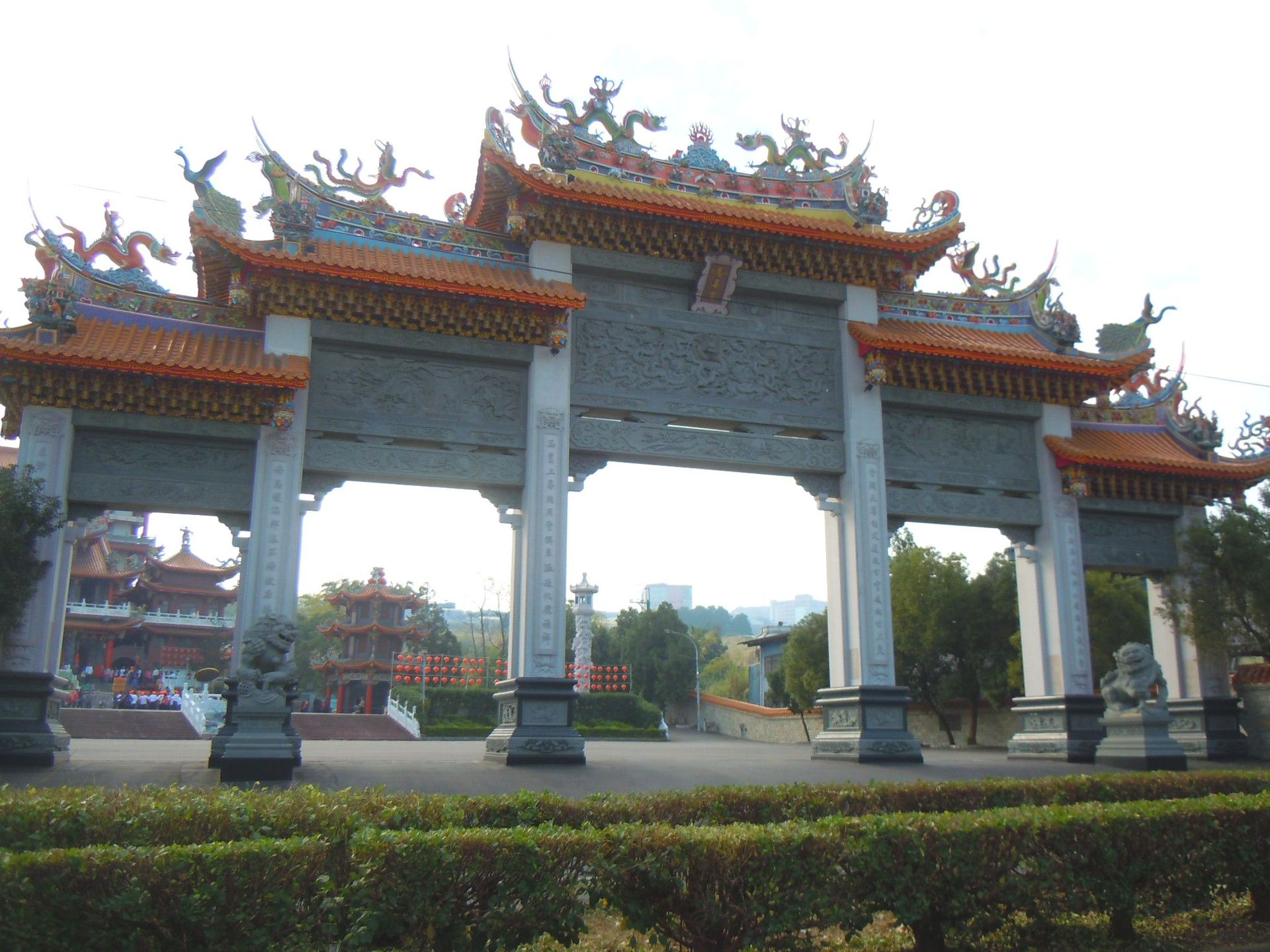
Cishan-Torbogen (慈善牌樓)

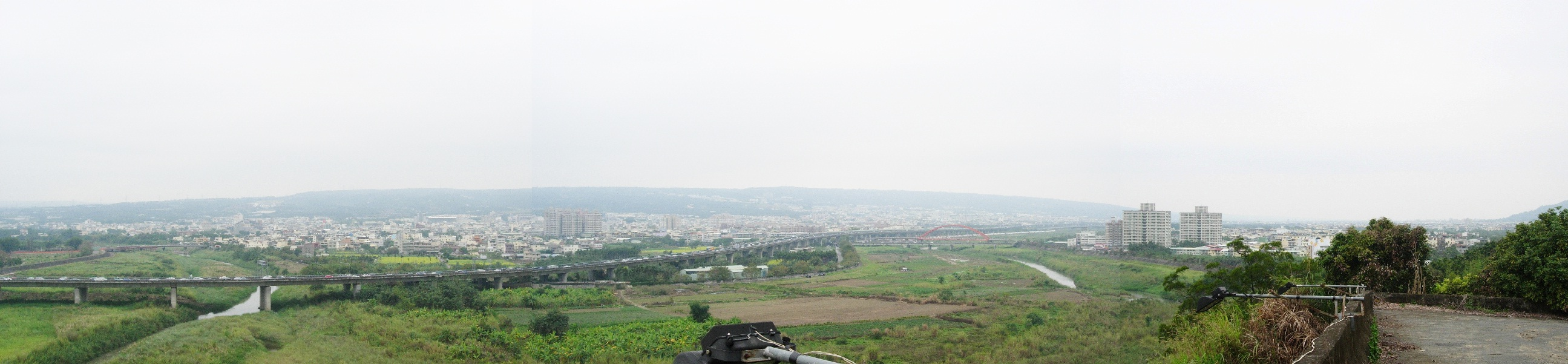
Panoramablick auf Nantou und das umliegende Bergland. Im Vordergrund die Nationalstraße 3